# Przybylińska Czuba
Przybylińska Czuba (słow. Posledný chrbát) – najdalej na zachód wysunięte wzniesienie w Pośrednim Wierszyku w słowackich Tatrach Wysokich, od Niżniego Pośredniego Wierszyka oddzielone Niżnią Przybylińską Przełęczą. Nazwa wzniesienia pochodzi od miejscowości Przybylina, której mieszkańcy dawniej wypasali owce w tych okolicach. Nazwy obiektów w Pośrednim Wierszyku po raz pierwszy opublikował Andrzej Skłodowski w numerze 1 czasopisma Taternik, przedtem jedynym nazwanym tu obiektem był Palec.
Południowo-zachodni stok Przybylińskiej Czuby (od strony Doliny Hlińskiej) jest częściowo trawiasty, częściowo zarośnięty kosodrzewiną. Na północ, w okolice progu Doliny Ciemnosmreczyńskiej, opadają z wzniesienia częściowo skaliste, częściowo trawiaste ścianki o wysokości do kilkudziesięciu metrów. Na północny zachód od Przybylińskiej Czuby Grzbiet Pośredniego Wierszyka od Przybylińskiej Czuby stopniowo opada. Na wysokości około 1780 m rozgałęzia się na dwa ramiona obejmujące stromą depresję. W dolnej partii obydwu ramion znajdują się częściowo pionowe filary. Na ich półeczkach rosną limby i kosodrzewina. Najniższy punkt Pośredniego Grzbietu znajduje się na wschód od Ciemnosmreczyńskiej Młaki. na wysokości około 1580 m. Deniwelacja Piarżystej Czuby wynosi więc około 340 m.